# Wybory prezydenckie na Białorusi w 1994 roku

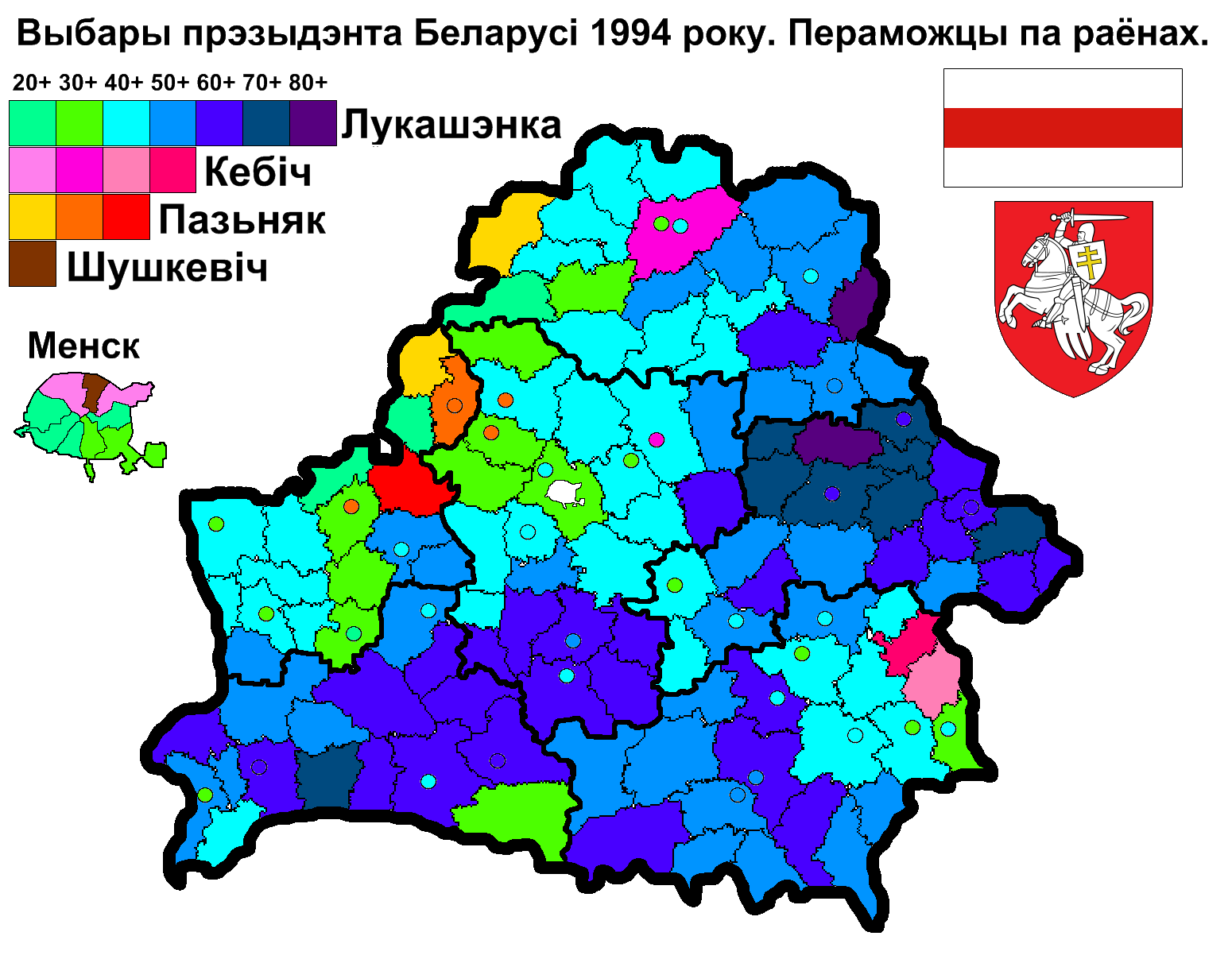
Wybory prezydenckie na Białorusi, 1994. Wyniki pierwszej tury według okręgów

Wybory prezydenckie na Białorusi w 1994 roku – wybory prezydenckie na Białorusi przeprowadzone w dwóch turach 23 czerwca oraz 10 lipca 1994. Były to pierwsze powszechne wybory w niepodległej Białorusi.

## Przebieg wyborów
W wyborach wzięło udział sześciu kandydatów: premier Wiaczasłau Kiebicz, były przewodniczący Rady Najwyższej Stanisłau Szuszkiewicz, lider Białoruskiego Frontu Ludowego Zianon Pazniak, przywódca Komunistycznej Partii Białorusi Wasil Nowikau, przewodniczący Związku Rolników Białorusi Alaksandr Dubko i Alaksandr Łukaszenka. Krótko przed wyborami, 15 marca 1994 roku Rada Najwyższa uchwaliła Konstytucję, zapewniającą duże uprawnienia prezydenta.
Początkowo głównym faworytem wyborów był Wiaczasłau Kiebicz, wspierany przez rząd. Nieoczekiwanie na głównego kontrkandydata Kiebicza wyrósł Łukaszenka. Łukaszenka na przełomie 1993 i 1994 roku zdobył popularność za sprawą działalności w państwowej komisji do walki z korupcją. Łukaszenka startował pod hasłem Ani z lewicą, ani z prawicą – tylko z ludem. Program wyborczy Łukaszenki bazował głównie na nostalgii społeczeństwa białoruskiego za czasami Związku Radzieckiego. Elektorat Łukaszenki stanowili głównie mieszkańcy prowincji. Pazniak i Szuszkiewicz, jako przedstawiciele skrzydła narodowo-demokratycznego startowali osobno, rozbijając głosy elektoratu wspierającego idee odrodzenia narodowego. Alaksandr Dubko kreował wizerunek silnego biznesmena, potrafiącego odpowiednio prowadzić kołchoz. Wasil Nowikau starał się zdobyć głosy przede wszystkim od zwolenników ustroju komunistycznego.
| Kandydat               | Procent głosów |
| ---------------------- | -------------- |
| Alaksandr Łukaszenka   | 44,82%         |
| Wiaczasłau Kiebicz     | 17,33%         |
| Zianon Pazniak         | 12,82%         |
| Stanisłau Szuszkiewicz | 9,91%          |
| Alaksandr Dubko        | 5,98%          |
| Wasil Nowikau          | 4,29%          |
| Źródło:                |                |

Do drugiej tury wyborów stanęli Alaksandr Łukaszenka, który w pierwszej turze uzyskał 44,82% głosów, oraz Wiaczasłau Kiebicz, który w pierwszej turze zdobył 17,32% głosów. Druga tura zakończyła się zwycięstwem Alaksandra Łukaszenki, który zdobył 80,1% głosów. Zwycięstwo Łukaszenki przyczyniło się do odejścia Białorusi od demokracji.
Niezależni obserwatorzy określili wybory jako stosunkowo wolne i demokratyczne.